# Stormwarrior
Stormwarrior (на български: Воин на бурята) е немска метъл група от Хамбург, създадена през 1998 г.

## История на бенда
Групата е основана през 1998 г. от Ларс Рамке и Андре Шуман, които привличат китариста Скот Бьолтер и басиста Тим Цинерт в своя проект през същата година. Силно вдъхновени от метъл сцената на 80-те, но преди всичко от базирания в Хамбург метъл като Helloween или Running Wild, Stormwarrior записват първите си песни заедно на първата си демо касета (Metal Victory) през 1999 г., която е записана в 500 копия и е ограничена.
Година по-късно е записана втората демо касета (Barbaric Steel), която е ограничена до 1000 копия. Тези две демо касети помагат на групата да спечели известна известност.
След много концерти на живо (напр. на Headbangers Open Air, Warriors of Steel Meeting и в Logo в Хамбург), италианският музикален лейбъл Dream Evil Records издава демо касетата Possessed by Metal 7 през 2001 г., ограничена до 333 копия формат, който включва две песни от предишната демо лента.
След подписване на договор с хамбургския лейбъл Remedy Records, групата издава втори 7" (ограничен до 250 копия) в началото на 2002 г., кръстен на заглавната песен Spikes & Leather.
Дебютният албум е записан и продуциран от Кай Хансен и Дирк Шлехтер през юли 2002 г. Корицата е нарисувана от известния художник Уве Карчевски, известен с работата си по обложките на компактдискове на групи като Helloween и Iron Angel.
След представянето им на Wacken Open Air 2002 и Motala Metal Festival в Швеция, групата започва да записва EP-то Heavy Metal Fire.
По време на продукцията на това EP, китаристът Скот Бьолер напуска групата и е заменен от Давид Вечорек. След няколко изяви на фестивали през юли и август (напр. фестивала Gates Of Metal в Швеция), Stormwarrior се връщат в Hansen Studios, за да продуцират втория си албум Northern Rage, който е издаден през юни 2004 г.
Албумът At Foreign Shores – Live in Japan е издаден на 25 август 2006 г. Това е първият концертен албум на Stormwarrior.
През декември 2007 г. те напускат Remedy Records и подписват с Dockyard 1. Новият звукозаписен лейбъл издава албума Heading Northe, който излиза в края на февруари 2008 г. Той е записан във вътрешното студио Thunderhall, в Хамбург, миксиран от Пиет Сиелк (Powerhouse Studio Hamburg) и мастериран от Томи Хансен (Jailhouse Studios, Дания).
През ноември 2008 г. Stormwarrior правят турне в Германия, Холандия и Белгия като поддържаща група с Firewind и Kiuas. Това е първото и турне в Европа.
През 2019 г. Йенц Леонхард и Фалко Ресхьофт се завръщат в групата. През същата година излиза албумът Norsemen.

## Музикален стил
Stormwarrior свирят много груб, бърз метъл, който е много подобен на звука на първия албум на Helloween – Walls of Jericho. Последователното използване на бърз контрабас, бързи движения на китара и бързи китарни сола, както и грубото пеене на Рамке, което наподобява пеенето на гореспоменатите „Стени на Йерихон“. Лирично, поне в първия албум, групата се занимава с обичайните теми на истинския метъл, като битки или славни победи, за които Söhne des Stahl (вж. Stormwarrior – Sons of Steele) трябва да се подготвят. Тук обаче напълно липсва мистичната препратка. След албума Northern Rage групата се насочва повече към викинг метъла. Някои песни се занимават само индиректно (Heavy Metal Fire/The Axewielder), други песни се занимават директно с обичайните теми във викинг метъла, като живота, битките, смъртта или празненствата на викингите или техните митологични вярвания.
Това е изразено най-силно в песента Lindisfarne, която прави пълна и директна препратка към манастира Lindisfarne, който е бил нападнат от викингите в това, което е наречено началото на „ерата на викингите“.
Обложката на албума Heading Northe, който е издаден в края на февруари 2008 г., също показва, че групата иска да остане в жанра викинг метъл, тъй като на корицата на албума могат да се видят няколко драконови лодки, плуващи в океан.

## Други особености
Stormwarrior от време на време изнасят концерти на живо заедно с Gamma Ray или техния фронтмен Кай Хансен, свирейки не само собствените си песни, но и стари песни на Helloween от Walls of Jericho, като например на Wacken Open Air 2007, Earthshaker Fest или Bloodstock Open Air в Обединеното кралство.

## Членове на групата

### Настоящи
- Ларс Рамке, китара (1998 – 2005, 2006 –), вокал (1998 –)
- Фалко Ресхьофт, ударни (2002 – 2009, 2019 –), беквокал (2002 – 2009)
- Йенц Леонхард, бас, вокал (2007 – 2017, 2019 –)
- Бьорн Дайгер, китара (2015 –)

### Бивши
- Тим Цинерт, бас (1998 – 2001)
- Габриеле Палермо, бас (2001 – 2002)
- Андре Шуман, барабани (1998 – 2002)
- Скот Бьолтер, китари (1998 – 2002)
- Юси Цимерман, бас (2002 – 2007)
- Давид Вечорек, китари (2003 – 2006)
- Алекс Гут, китари (2005 – 2014)
- Хендрик Тисбрумел, барабани (2009 – 2013)
- Йорг Укен, барабани (2013 – 2018)
- Конър Андрешка, бас (2017 – 2018)

## Дискография

### Албуми
| Название         | Година на издаване | Лейбъл           |
| ---------------- | ------------------ | ---------------- |
| Stormwarrior     | 2002               | Remedy Records   |
| Northern Rage    | 2004               | Remedy Records   |
| Heading Northe   | 2008               | Dockyard 1       |
| Heathen Warrior  | 2011               | Massacre Records |
| Thunder & Steele | 2014               | Massacre Records |
| Norsemen         | 2019               | Massacre Records |

### Демо, сингли Ел Пи
| Название           | Година на издаване | Лейбъл                          |
| ------------------ | ------------------ | ------------------------------- |
| Metal Victory      | 1999               | самиздат                        |
| Barbaric Steel     | 2000               | самиздат                        |
| Possessed by Metal | 2001               | Dream Evil Records              |
| Spikes and Leather | 2002               | Remedy Records                  |
| Heavy Metal Fire   | 2003               | Spiritual Beast, Remedy Records |

### На живо
| Название                  | Година на издаване | Лейбъл               |
| ------------------------- | ------------------ | -------------------- |
| At Foreign Shores         | 2006               | Killer Metal Records |
| Wolfsnaechte 2012 Tour EP | 2011               | Nuclear Blast        |